# ラハヴ (潜水艦)

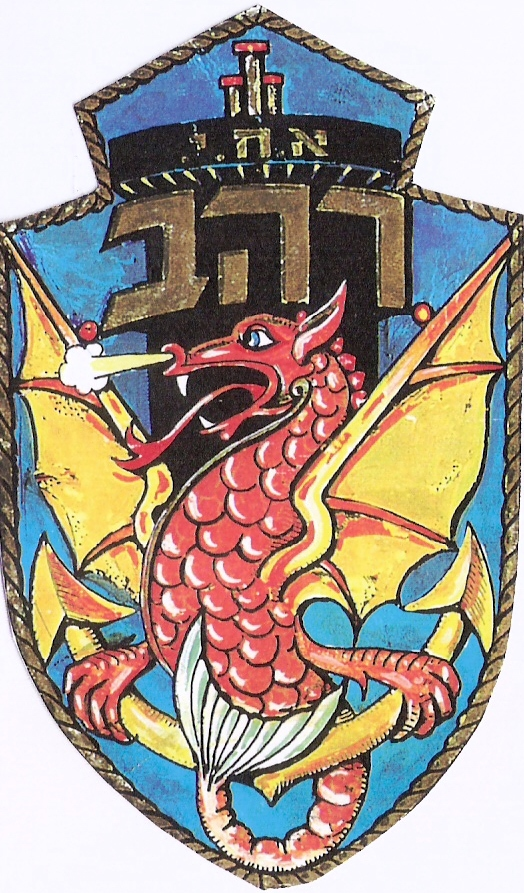
歴代 "ラハヴ" エンブレム

ラハヴ（Rahav）はイスラエル海軍の潜水艦の名称である。2016年までに3隻の同名の潜水艦がイスラエル海軍に就役している。
"ラハヴ"の名は古代からカナン地方に伝わり、聖書のイザヤ書51章9節にも登場する海に棲むモンスター"ラハブ"の名に由来する。
また、同じくイスラエル海軍で運用されているサール5型コルベットの2番艦にも"ラハヴ"の名が付けられているが、こちらは"Lahav"と綴られ、意味は"Blade"(刃)である。

## 初代
初代"ラハヴ"は、イギリス海軍のS級潜水艦"サングイン"（HMS Sanguine, P266）をイスラエルが1959年に導入したものである。1958年に導入された同型艦のタニンとは異なり1967年の第三次中東戦争には実戦投入されず、翌1968年にタニンの部品取り用として除籍、解体された。

## 2代目
2代目"ラハヴ"は、西ドイツのHDW社で同社製206型潜水艦の発展型として開発されたガル級潜水艦の3番艦として、1977年12月に就役した。1982年のレバノン侵攻作戦（ガリラヤの平和作戦）時に作戦投入されたとされる。1997年に退役。

## 3代目
3代目"ラハヴ"は、2代目（ガル級）と同じHDW社によって同社製212A型潜水艦の発展型として開発された"ドルフィン2"級潜水艦の2番艦（ドルフィン級全体としては5番艦）として2014年に竣工し、2016年1月にハイファに配備された。。

## 画像

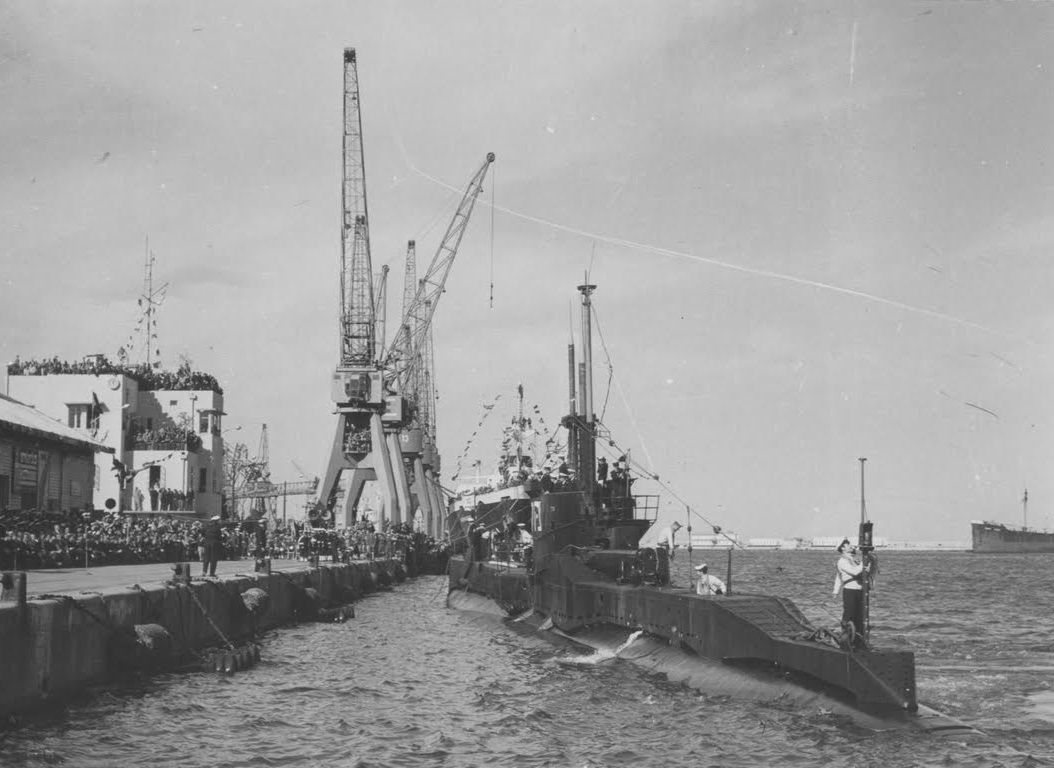
初代ラハヴ"S-73"（S級潜水艦）。1960年。
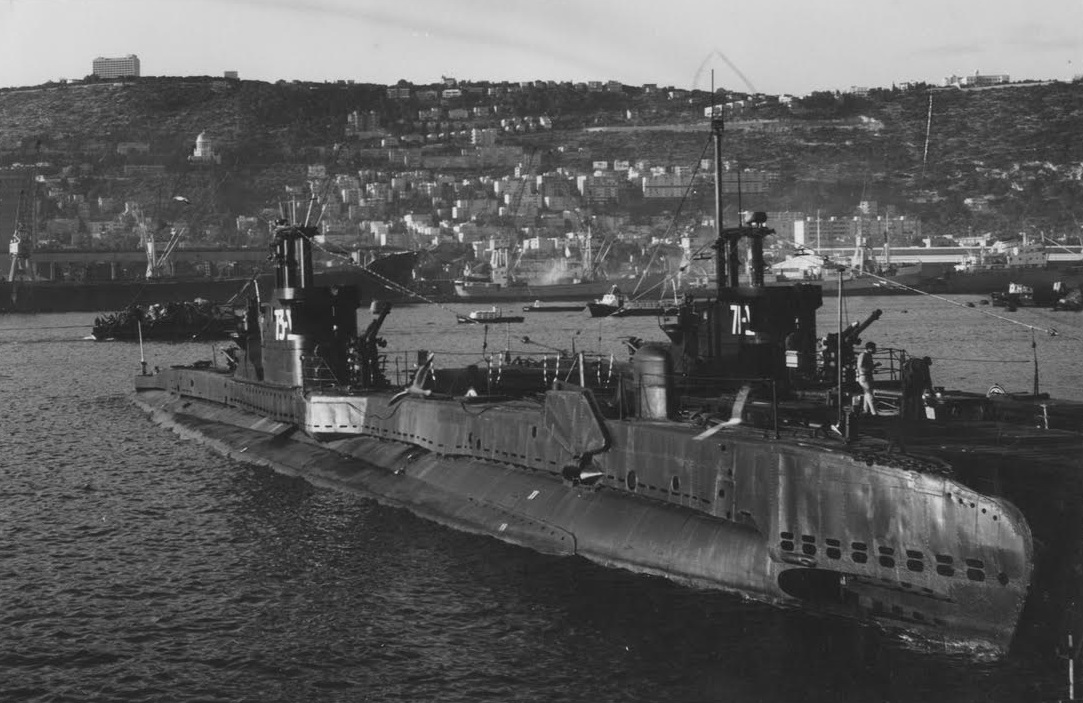
ハイファに停泊する初代ラハヴと初代タニン。1960年。
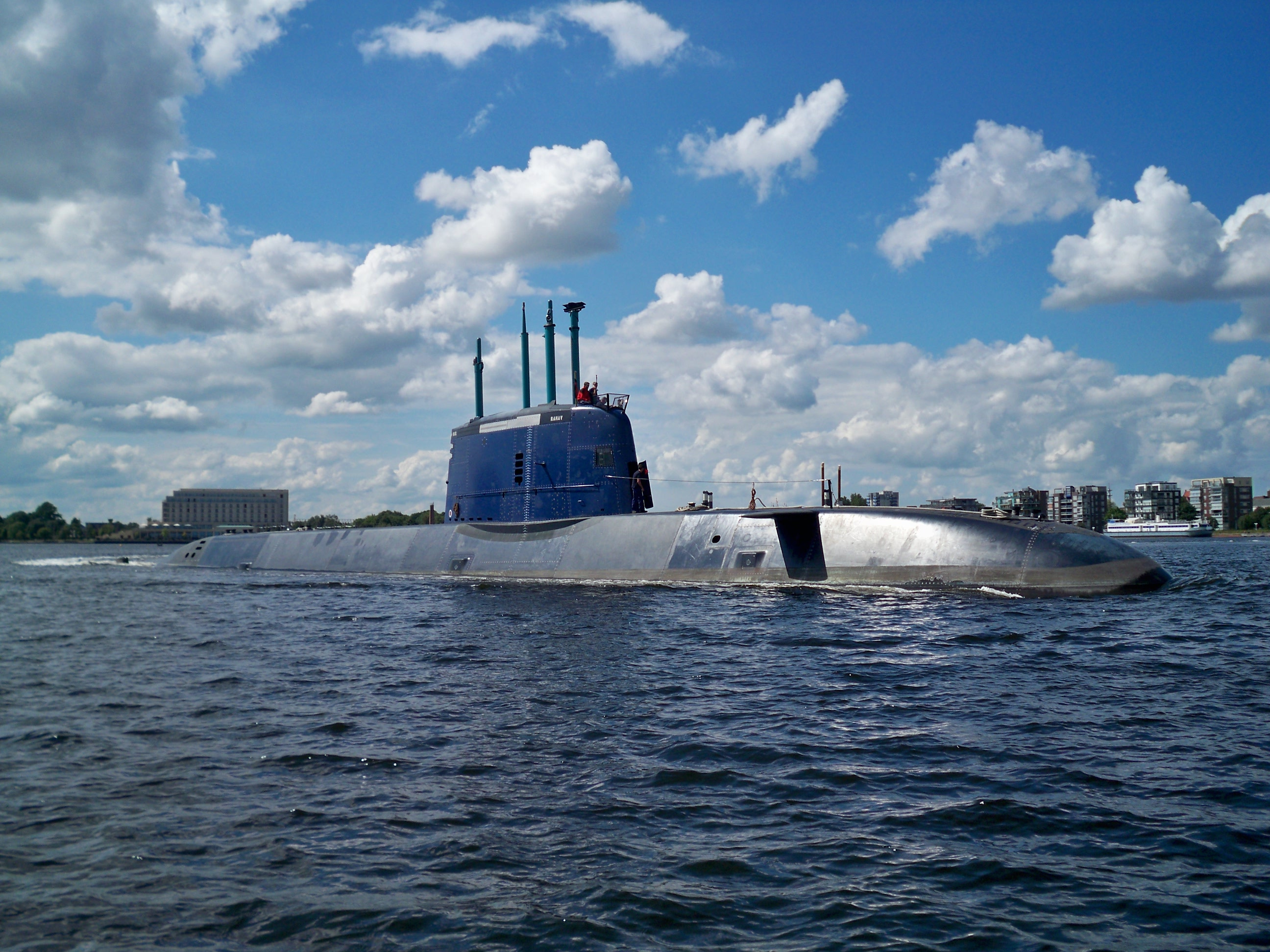
3代目ラハヴ（ドルフィン級潜水艦）。2014年7月。
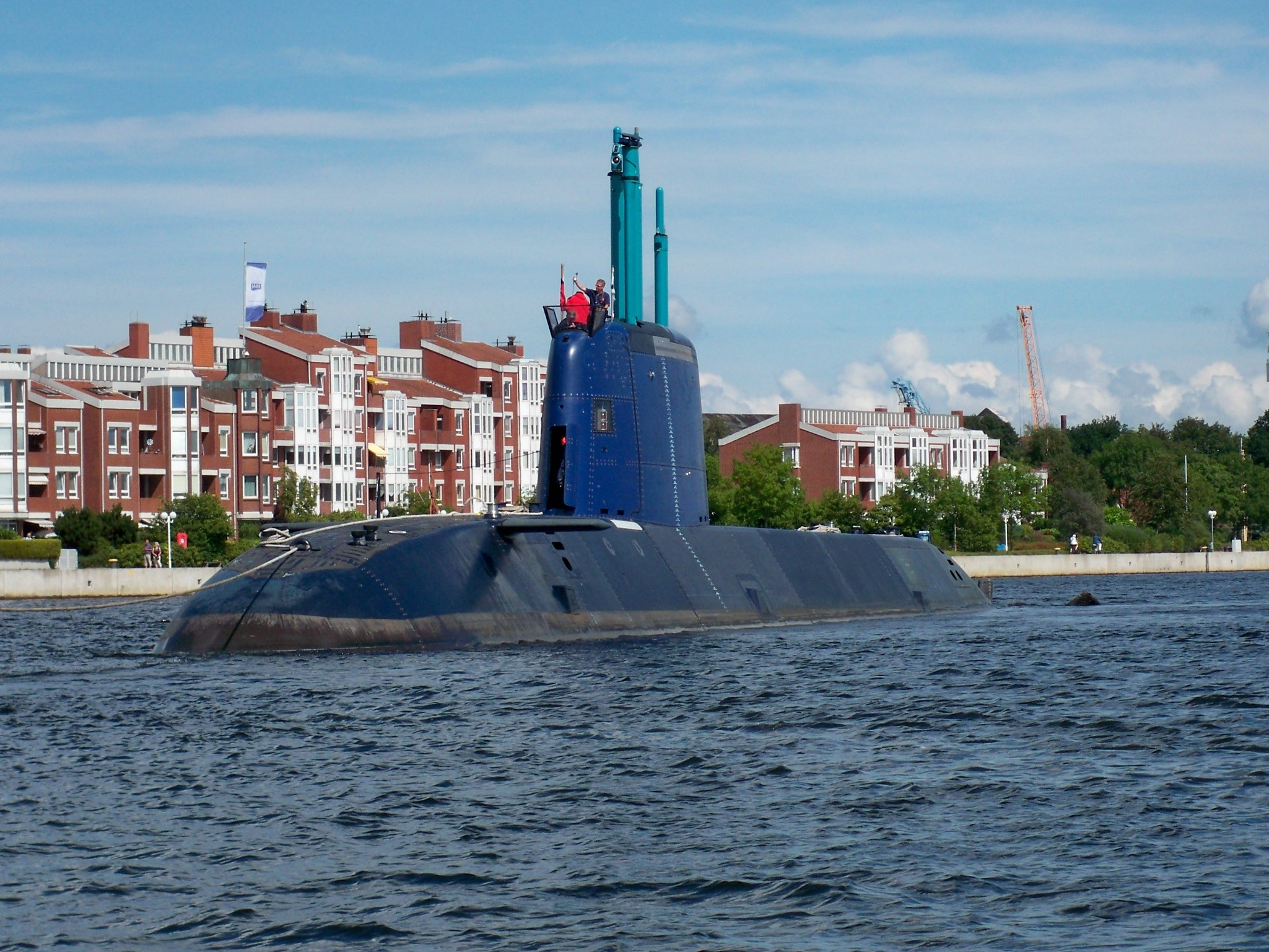
3代目ラハヴ（ドルフィン級潜水艦）。2014年7月。